# 南尤巴 (加利福尼亞州)
南尤巴（英語：South Yuba）是位於美國加利福尼亞州尤巴縣的一個非建制地區。該地的面積和人口皆未知。

## 地理
南尤巴的座標為39°07′12″N 121°35′08″W / 39.12000°N 121.58556°W，而該地的平均海拔高度為20米（即66英尺）。